# لاپو-لاپو سیتی
لاپو-لاپو سیتی (انگلیسی: Lapu-Lapu City) شهری در فیلیپین است که طبق سرشماری سال ۲۰۲۰، جمعیت آن ۴۹۷٫۶ نفر است.